# UAnimals
UAnimals je vseukrajinsko humanistično gibanje, ki se bori za pravice živali.

## Zgodovina
Leta 2016 je družbeni aktivist Aleksander Todorčuk dal spodbudo za zaščito živali. Ustanovljena UAnimals je svojo dejavnost začela z obsežno borbo proti izkoriščanju živali v cirkusih ter je organizaciji uspelo prepričati Mednarodni cirkuški festival v Odesi, da se odpove izkoriščanju živali. Zdaj so tudi prepovedani mobilni cirkusi z živalmi v Kijevu, Dnipru, Ternopilu in drugih mestih. Poteka tudi borba za prepoved na ravni ukrajinske zakonodaje.
15. oktobra 2017 je na pobudo UAnimalsa prvič potekala Vseukrajinska demonstracija za pravice živali. Dogodek je istočasno potekal v 17 ukrajinskih mestih – v Kijevu, Lvovu, Ivano-Frankivsku, Odesi, Dnipru, Mariupolu in drugih. Po poročanju medijev, se je demonstracije v Kijevu udeležilo več kot 5000 ljudi, kar pomeni, da je to bila največja akcija za zaščito živali v vzhodni Evropi. Zdaj se demonstracija prireja vsako leto in združuje tisoče ljudi v vseh večjih ukrajinskih mestih, dogodka se udeležijo javne osebe in popularne zvezde, saj so ga javno podprli znani ukrajinski glasbeniki in športniki: Džamala, ONUKA, Vivienne Mort, Jana Kločkova in drugi. Leta 2018 je v Lvovu na demonstracijo prišlo okrog 700 ljudi, v Dnipru pa okrog 500.
Od leta 2017 gibanje promovira idejo o odpovedi krznu. Po pogajanjih UAnimalsa z ukrajinskimi znamkami se je nekaj deset oblikovalcev, ki sodelujejo na Ukrajinskem tednu mode (Ukrainian Fashion Week), zavezalo, da ne bodo več uporabljali krzna v svojih kolekcijah, med njimi so Andre TAN, BEVZA, ELENAREVA, Ksenia Schnaider, PRZHONSKAYA, Nadya Dzyak, Yana Chervinska in drugi.
Leta 2019 je na pobudo UAnimalsa izšla prva knjiga Petra Singerja Animal Liberation, temelj za zaščito živali v svetu. UAnimals se bori tudi za prepoved delfinarijev in poskusov na živalih, izdaja knjige, prireja delavnice in izobraževanja.

## Mednarodno zastopanje
Humanistično gibanje UAnimals je član mednarodnih združenj:
- Od leta 2018 – Fur Free Alliance[9];
- Od leta 2019 – Anti Fur Coalition[10].